# Albert Eckhout
Albert Eckhout, né à Groningue vers 1610 et mort en 1666, est un artiste-peintre néerlandais.
Il fait partie de l'équipe constituée par Willem Piso sur ordre du gouverneur-général du Brésil Jean-Maurice de Nassau-Siegen. Il travaille aux côtés de Frans Post.
Des peintures d'Eckhout, comme d'ailleurs de Post, seront offertes à Louis XIV par de Nassau-Siegen. Elles serviront souvent à la réalisation de la tenture des Indes par la Manufacture des Gobelins.
À son retour du Brésil, il est chargé de produire une série de peintures montrant les merveilles de l'Amérique du Sud.

## Galerie

Sujets indigènes
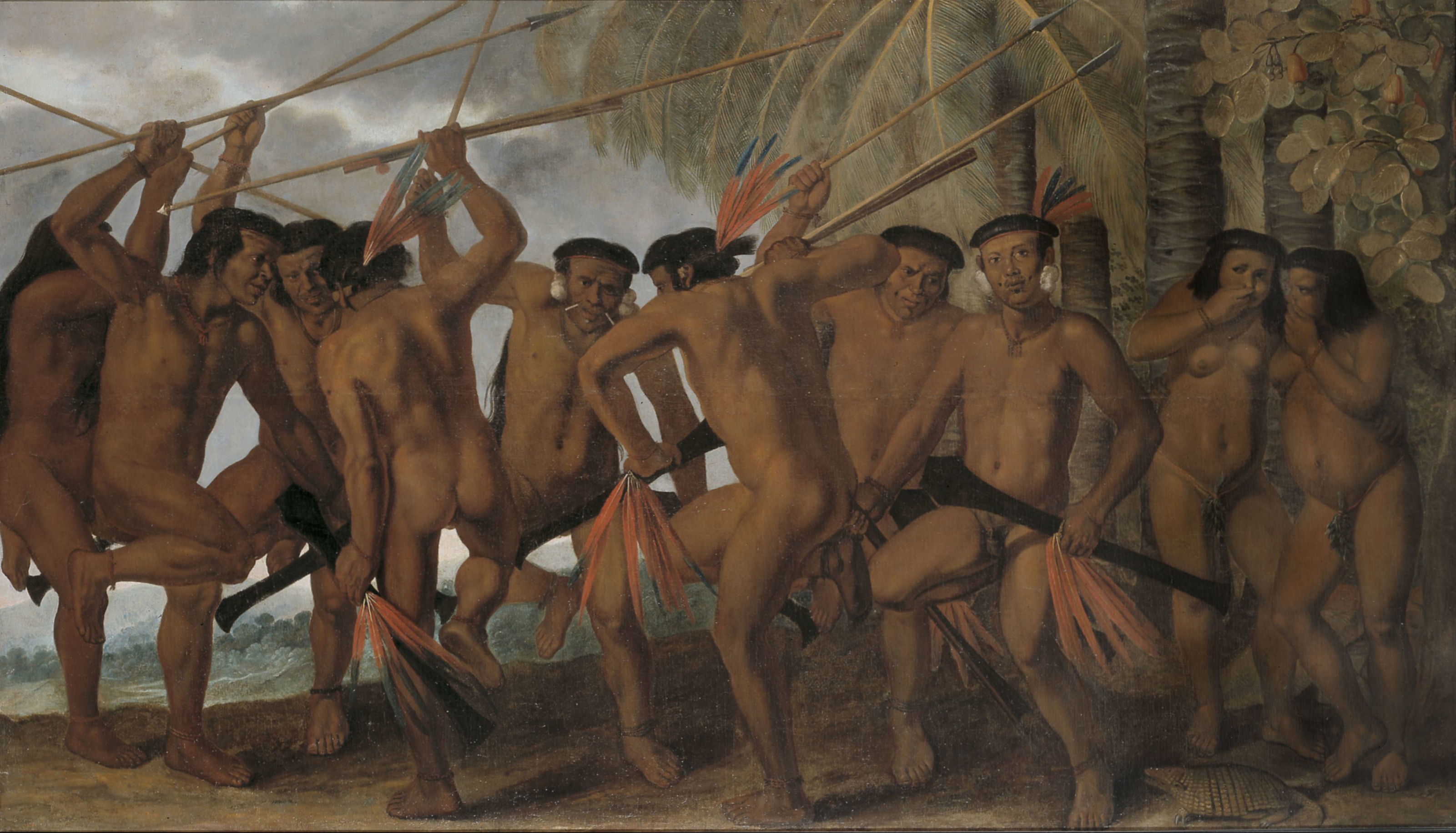
Tapuias dançant.
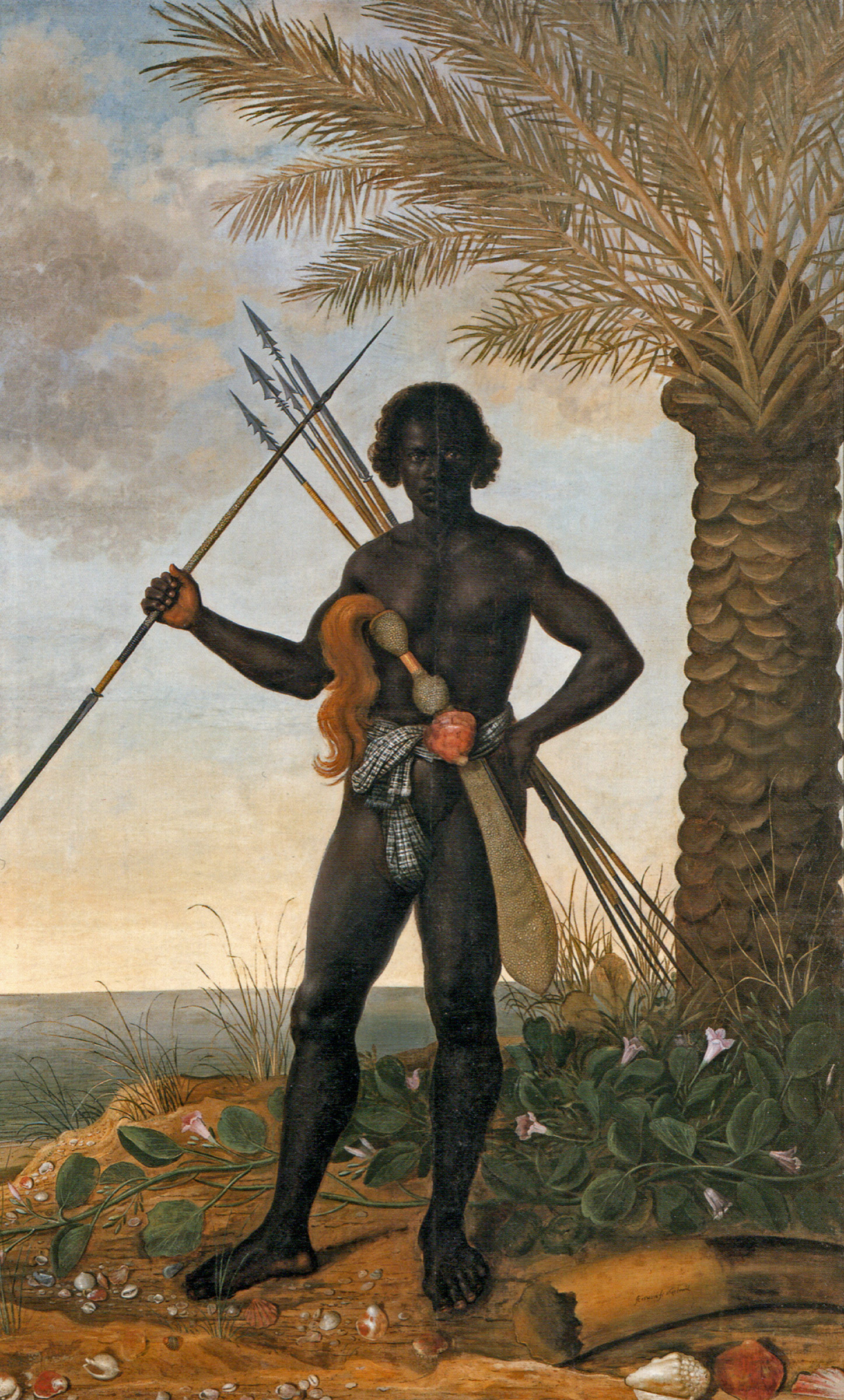
Guerrier africain à l'époque de Ganga Zumba, chef des Quilombo de Palmares.
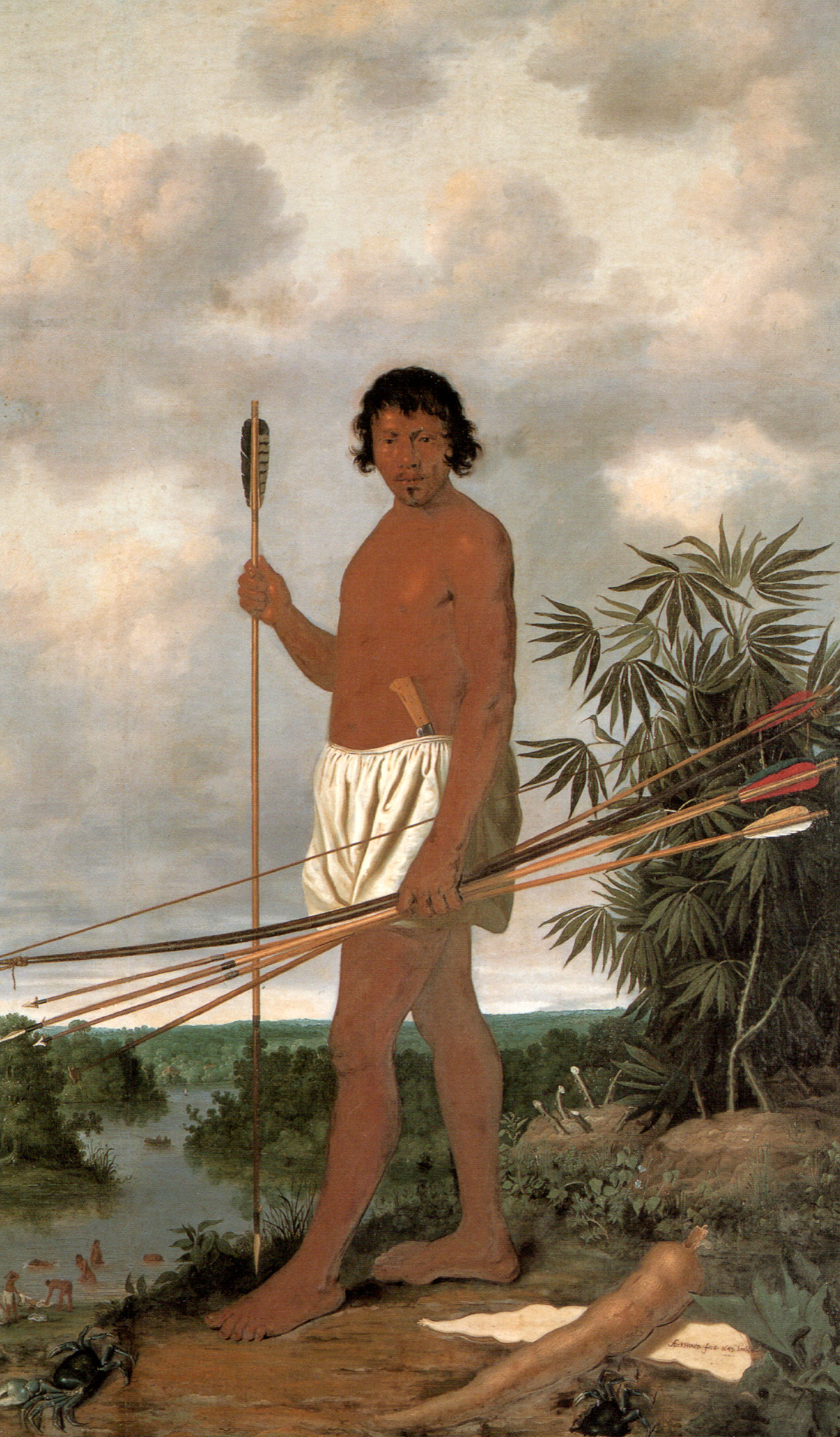
Guerrier brésilien avec arc et flèches traditionnels et un couteau européen.
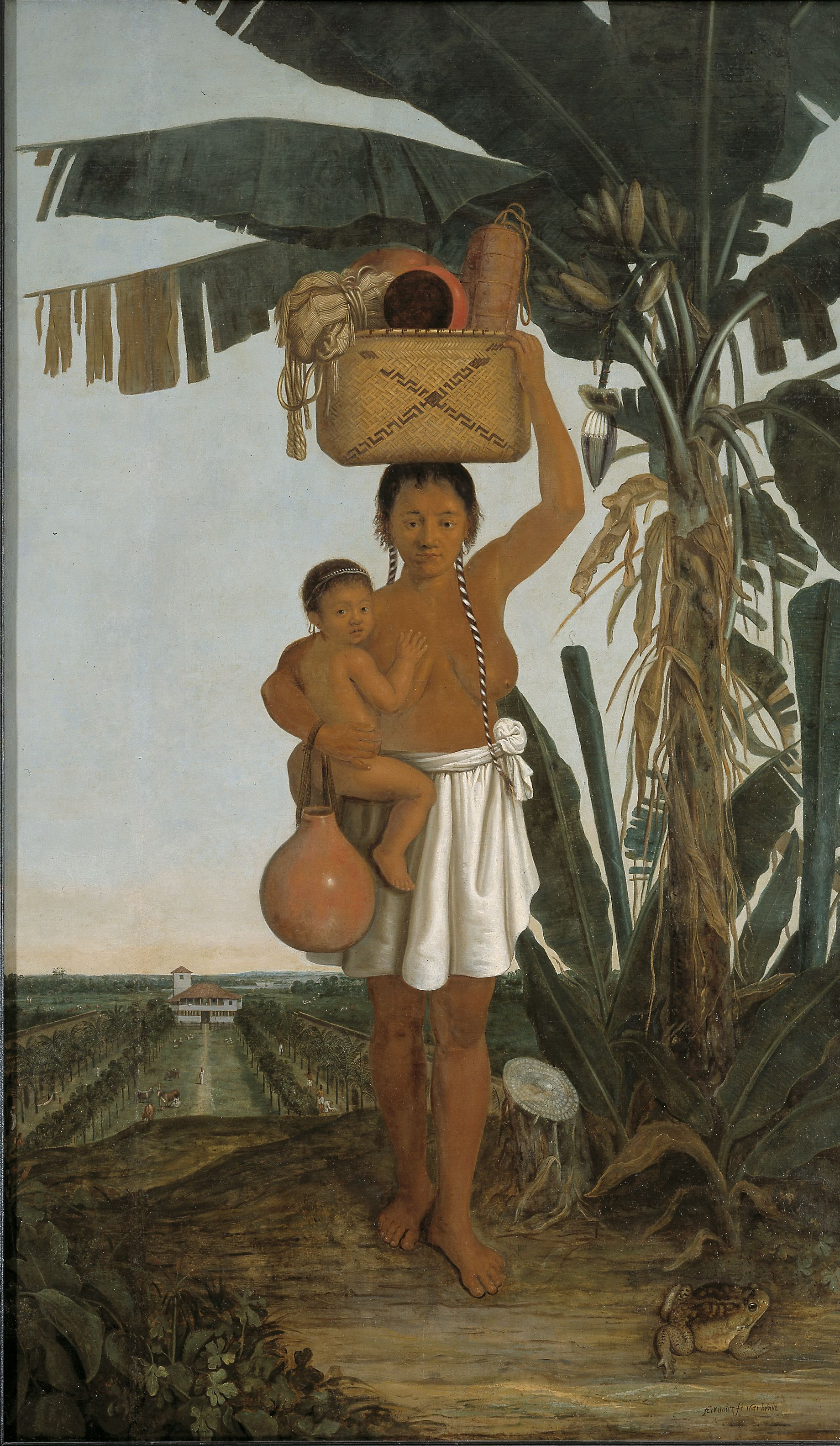
Femme tupiane avec un bébé, un bananier en train de donner des fruits et une plantation européenne en arrière-plan.
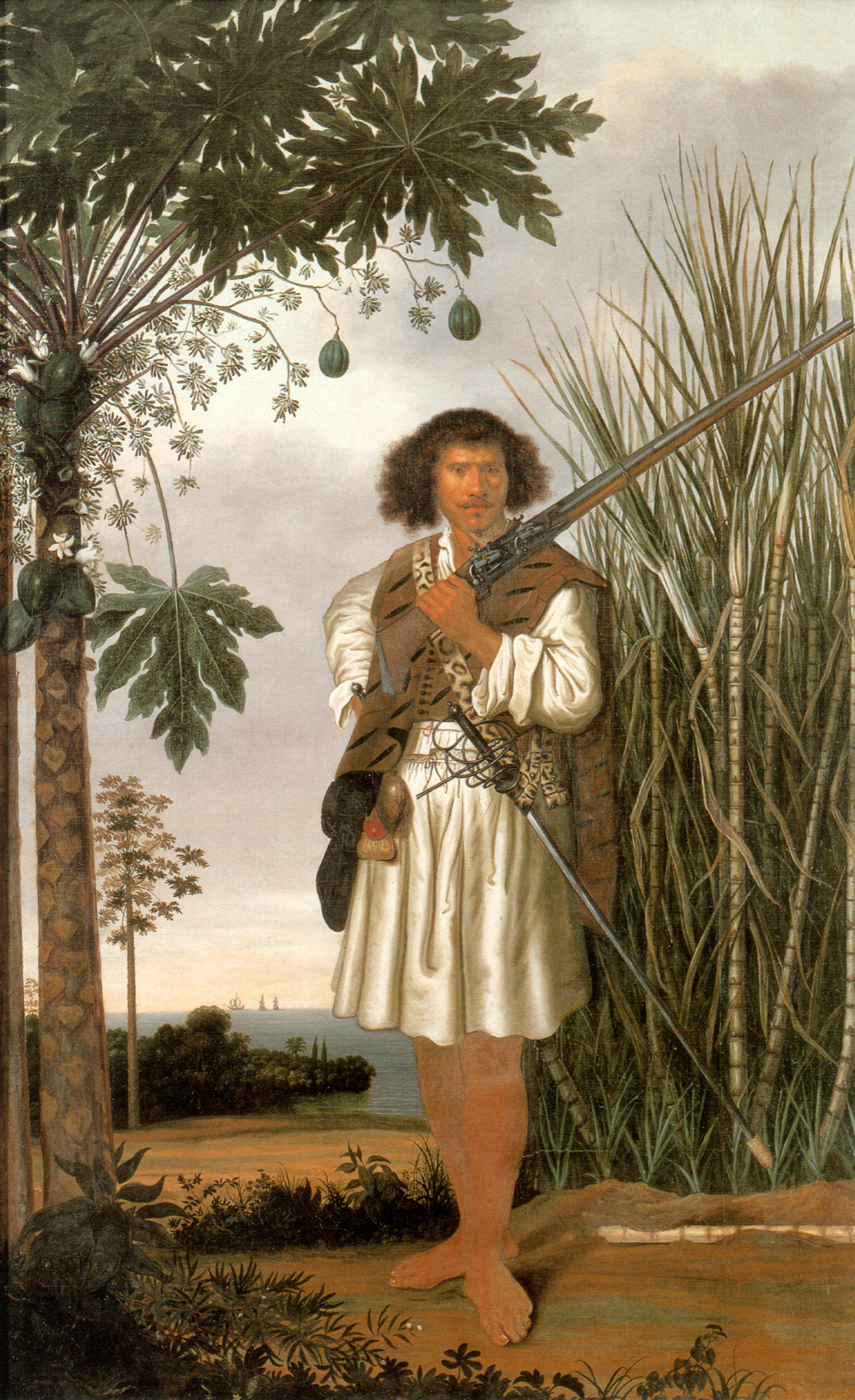
Mulâtre.
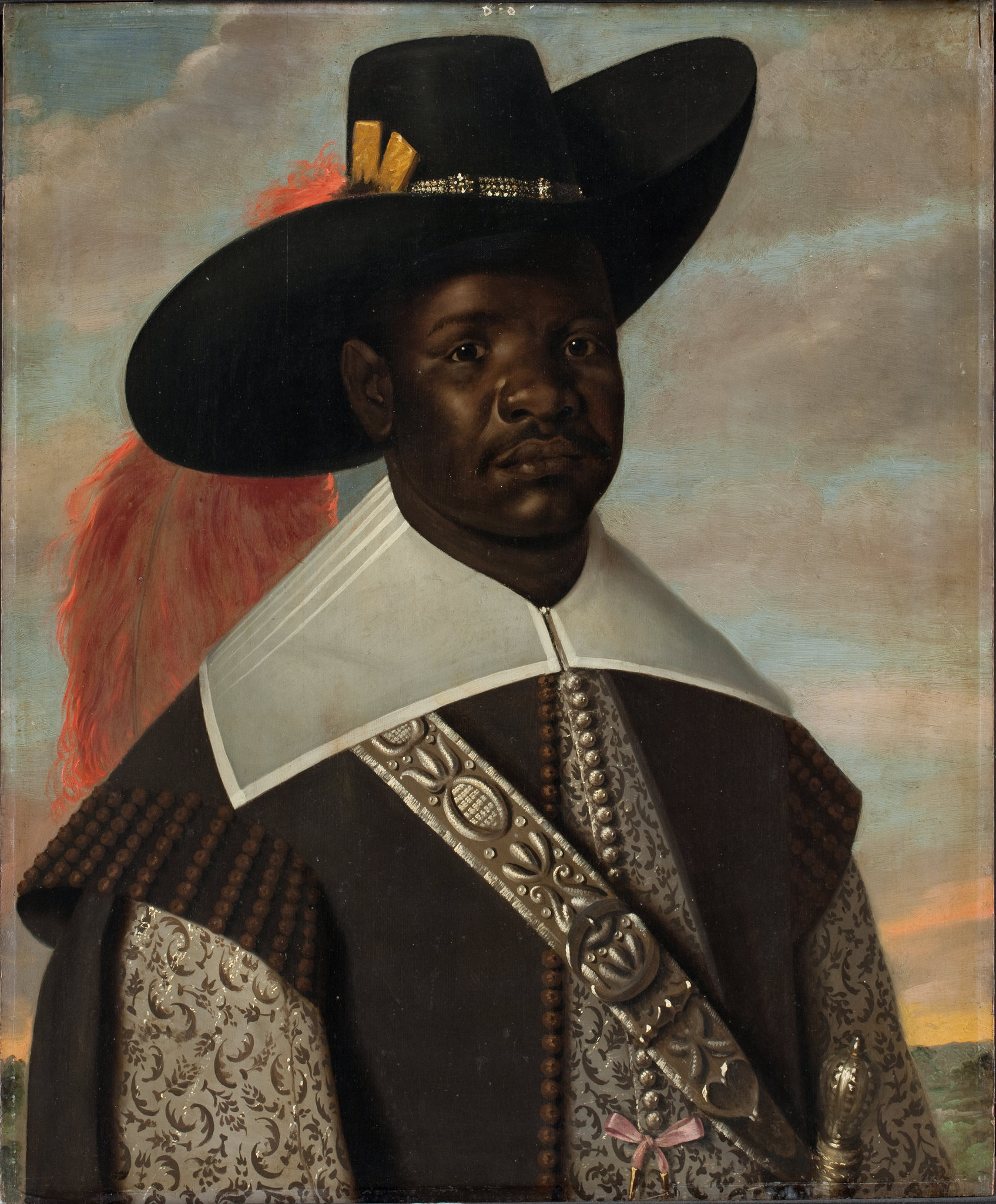
Portrait de Don Miguel de Castro, Émissaire du Congo, attribué à Eckhout, mais la paternité est discutée : ce pourrait être Jasper ou Jeronimus Becx.

Natures mortes
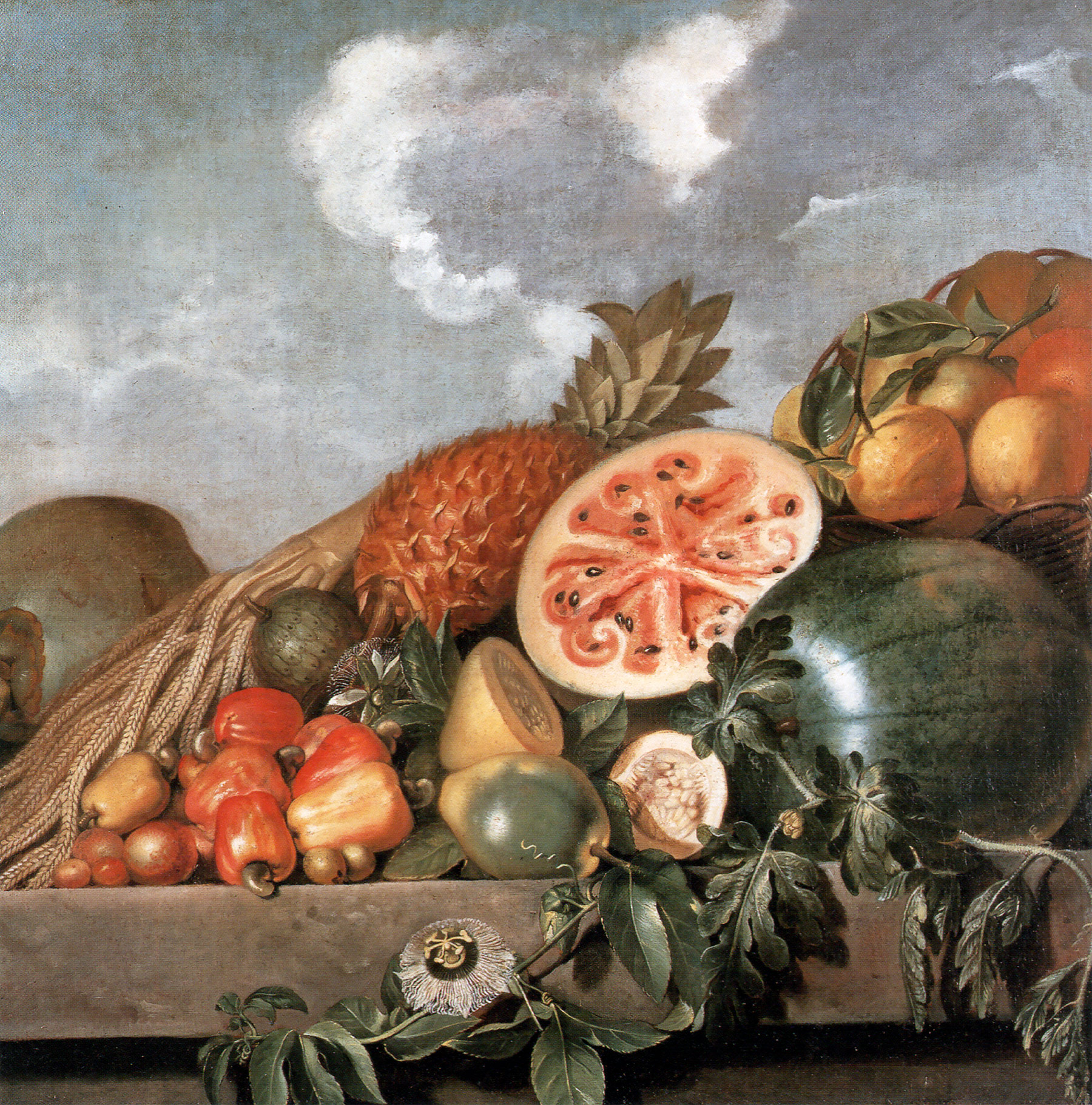
Nature morte avec pastèques, ananas et autres fruits.
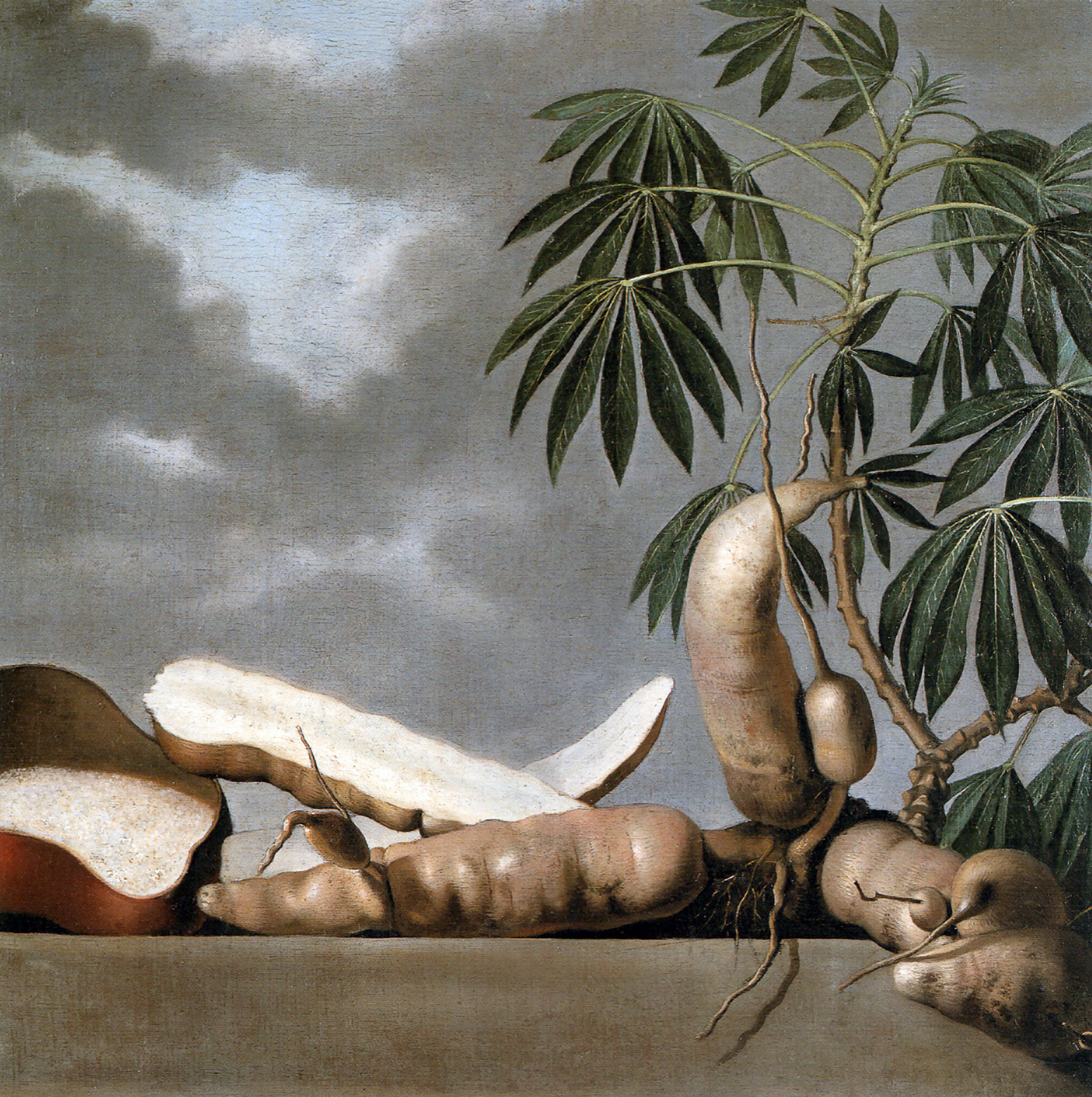
Nature morte avec manioc.
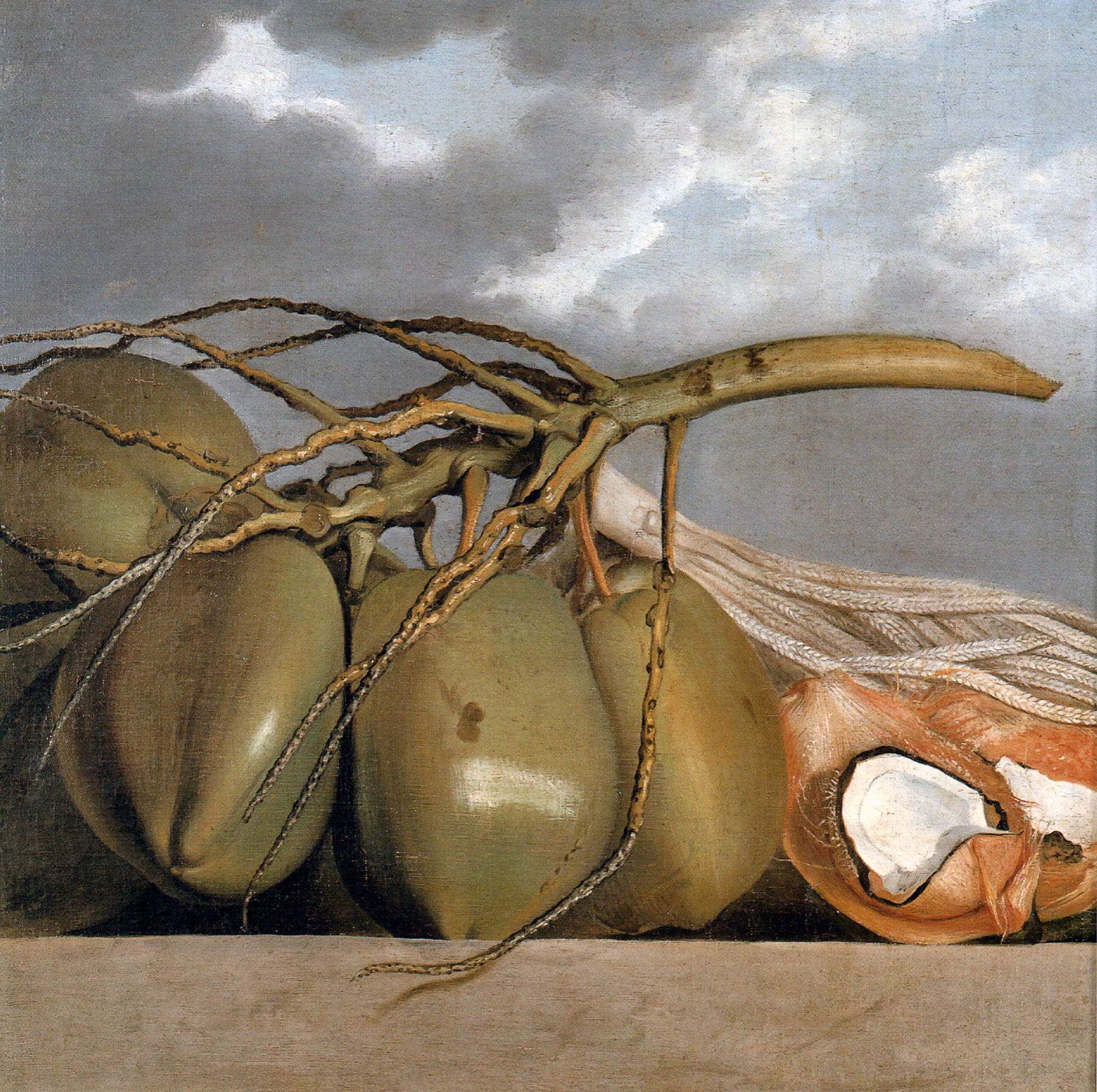
Nature morte avec noix de coco.
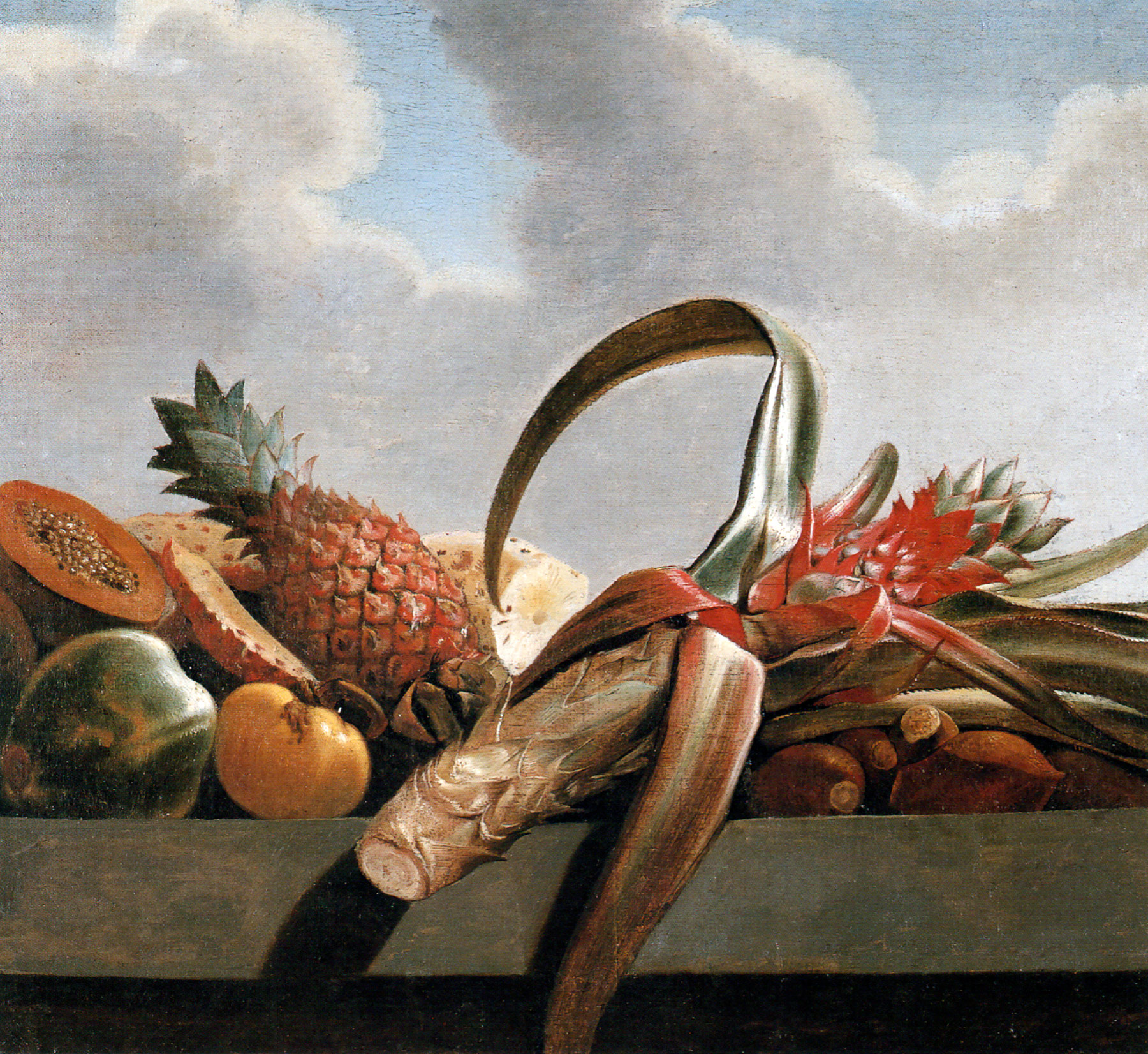
Nature morte avec ananas, papaye et autres fruits.
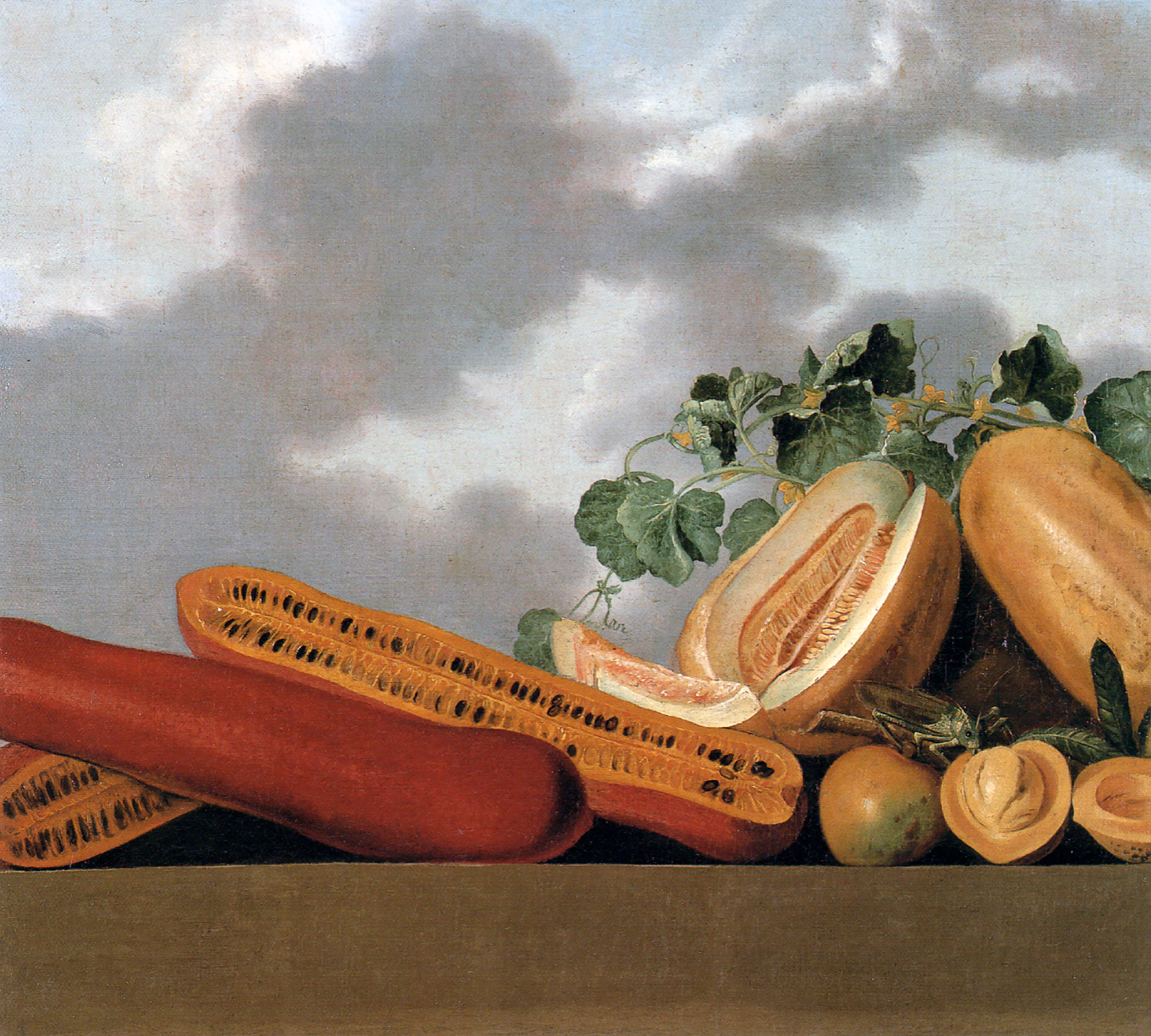
Nature morte avec citrouilles et melons.